# Başyayla
Başyayla là một huyện thuộc tỉnh Karaman, Thổ Nhĩ Kỳ. Huyện có diện tích 374 km² và dân số thời điểm năm 2007 là 5465 người, mật độ 15 người/km².